# Tennis aux Jeux panaméricains de 1951
Navigation
1955
Les compétitions de tennis aux Jeux panaméricains de 1951 ont lieu en 1951 à Buenos Aires, en Argentine.

## Médaillés
| Simple messieurs | Enrique Morea (ARG)                           | Alejo Russell (ARG)                              | Gustavo Palafox (MEX)                       |  |  |  |
| Double messieurs | Argentine Enrique Morea Alejo Russell         | Chili Carlos Sanhueza Luis Ayala                 | Mexique Gustavo Palafox Anselmo Puente      |  |  |  |
|                  |                                               |                                                  |                                             |  |  |  |
| Simple dames     | Mary Terán de Weiss (ARG)                     | Felisa Piedrola de Zappa (ARG)                   | Imelda Ramírez (MEX)                        |  |  |  |
| Double dames     | Argentine Mary Terán de Weiss Felisa Piedrola | Mexique Hilda Heyn Imelda Ramírez                | Brésil Sylvia Villari Helena Stark          |  |  |  |
|                  |                                               |                                                  |                                             |  |  |  |
| Double mixte     | Mexique Imelda Ramírez Gustavo Palafox        | Argentine Felisa Piedrola de Zappa Enrique Morea | Argentine Mary Terán de Weiss Alejo Russell |  |  |  |

## Tableau des médailles
| * | Pays hôte |

| Rang  | Nation      | Or | Argent | Bronze | Total |
| ----- | ----------- | -- | ------ | ------ | ----- |
| 1     | Argentine * | 4  | 3      | 1      | 8     |
| 2     | Mexique     | 1  | 1      | 3      | 5     |
| 3     | Chili       | 0  | 1      | 0      | 1     |
| 4     | Brésil      | 0  | 0      | 1      | 1     |
| Total | Total       | 5  | 5      | 5      | 15    |